# Compania Națională de Administrare a Fondului Piscicol
Compania Națională de Administrare a Fondului Piscicol (CNAFP) a fost o companie de stat din România.
A fost desființată în anul 2008, gestionarea activității din domeniul pescuitului fiind preluată de Agenția Națională pentru Pescuit și Acvacultură (ANPA).
Patrimoniul și acțiunile deținute de CNAFP la firme cu profil piscicol au fost preluate de Agenția Domeniilor Statului (ADS).
ADS a preluat terenurile pe care erau amplasate amenajările piscicole, precum și alte terenuri aferente acestor amenajări.
CNAFP a fost desființată pe baza unei recomandări a Comisiei Europene, potrivit careia ar trebui să existe o singură instituție responsabilă în sectorul pisciulturii din România.
La momentul respectiv existau două instituții responsabile, respectiv CNAFP și ANPA.
Înaintea desființării, CNAFP avea 170 de angajați.